# Sergej Gerasimov
Sergej Gerasimov (russisk: Серге́й Апполина́риевич Гера́симов) (født 21. maj 1906 i Kundravy i det Russiske Kejserrige, død 26. november 1985 i Moskva i Sovjetunionen) var en sovjetisk filminstruktør, manuskriptforfatter og skuespiller.

## Filmografi
- Syv modige (Семеро смелых, 1936)[1][2]
- Komsomolsk (Комсомольск, 1938)
- Lærer (film) (Учитель, 1939)
- Maskerade (Маскарад, 1941)
- Stort land (Большая земля, 1944)
- Den unge garde (Молодая гвардия, 1948)
- Landsbylæge (Сельский врач, 1951)
- Stille flyder Don (Тихий Дон, 1957)
- Ljudi i zveri (Люди и звери, 1962)
- Zjurnalist (Журналист, 1967)
- U ozera (У озера, 1969)
- Ljubit tjeloveka (Любить человека, 1972)
- Dotjki-materi (Дочки-матери, 1974)
- V natjale slavnykh del (В начале славных дел, 1981)
- Junost Petra (Юность Петра, 1981)
- Lev Tolstoj (Лев Толстой, 1984)